# حقوق (فیلم ۱۹۵۹)
حقوق (ایتالیایی: La legge) فیلمی به کارگردانی جولز دسین است که در سال ۱۹۵۹ منتشر شد.

## بازیگران
- جینا لولوبریجیدا
- پیر براسور
- مارچلو ماسترویانی
- ایو مونتان
- ملینا مرکوری
- پائولو استوپا
- ویتوریو کاپریولی
- لیدیا آلفونسی
- لوئیزا ریولی
- اِدا سولیگو
- برونو کاروتنوتو
- مارچلو جوردا
- آنا ماریا بوتینی